# Châtenay (Isère)
Châtenay település Franciaországban, Isère megyében. Lakosainak száma 432 fő (2022. január 1.). Châtenay Saint-Siméon-de-Bressieux, Sardieu, Viriville és Marnans községekkel határos.

## Népesség
A település népességének változása:
| Lakosok száma | 266  | 301  | 281  | 383  | 445  | 442  | 440  | 439  | 437  | 432  |
|               | 1968 | 1982 | 1990 | 2006 | 2013 | 2015 | 2017 | 2019 | 2020 | 2022 |